# Super Monkey Ball
Super Monkey Ball is een serie computerspellen waarbij behendigheid voorop staat.
In vrijwel elk Super Monkey Ball-spel is het de bedoeling om een balletje met daarin een aap door een bepaald level te rollen waarbij verschillende obstakels overwonnen moeten worden. Hierbij bestuurt de speler niet het balletje, maar de ondergrond waar het balletje over rolt. Het level is uitgespeeld als de bal door een poortje is gerold.
De eerste Super Monkey Ball-game verscheen voor de GameCube. Sindsdiens zijn er op verschillende consoles andere versies verschenen en tevens een avonturenspel waarbij het minder aankwam op het rollen van de balletjes.
Daarnaast is de serie bekend van de vele minigames. Deze minigames zijn korte al dan niet simpele spelletjes waarbij de aapjes in hun ballen veranderen in allerlei andere voorwerpen, personen, wapens of andere zaken. De minigames zijn met name bedoeld om met meerdere spelers te spelen. Bekende minigames zijn onder andere Monkey Fight en Monkey Target.

## Lijst van Super Monkey Ball-games
| Jaar | Titel                              | Platform                                                                      |
| ---- | ---------------------------------- | ----------------------------------------------------------------------------- |
| 2001 | Super Monkey Ball                  | Arcade, GameCube                                                              |
| 2002 | Super Monkey Ball 2                | GameCube                                                                      |
| 2002 | Super Monkey Ball Jr.              | Game Boy Advance                                                              |
| 2003 | Super Monkey Ball                  | N-Gage                                                                        |
| 2005 | Super Monkey Ball Deluxe           | PlayStation 2, Xbox                                                           |
| 2005 | Super Monkey Ball: Touch & Roll    | DS                                                                            |
| 2006 | Super Monkey Ball Adventure        | GameCube, PlayStation 2, PSP                                                  |
| 2006 | Super Monkey Ball: Banana Blitz    | Wii                                                                           |
| 2010 | Super Monkey Ball: Step & Roll     | Wii                                                                           |
| 2011 | Super Monkey Ball 3D               | 3DS                                                                           |
| 2012 | Super Monkey Ball Banana Splitz    | PlayStation Vita                                                              |
| 2019 | Super Monkey Ball: Banana Blitz HD | Nintendo Switch, PlayStation 4, Xbox One, Windows                             |
| 2021 | Super Monkey Ball: Banana Mania    | Nintendo Switch, PlayStation 4, PlayStation 5, Xbox One, Xbox Series, Windows |

## Trivia
- Het spel is opgenomen in het boek 1001 Video Games You Must Play Before You Die van Tony Mott.